# Nasridisch-Ottomaanse betrekkingen

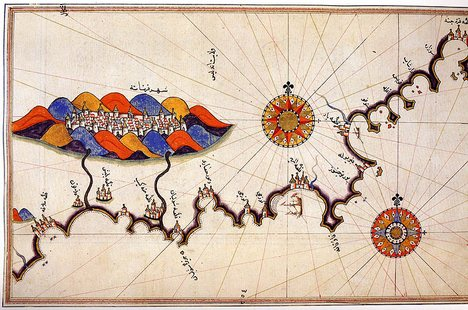
Kaart van het Emiraat Granada door de Ottomaanse cartograaf Piri Reis, 15e eeuw.

De Nasridisch-Ottomaanse betrekkingen vonden plaats tijdens de laatste jaren van de 15e eeuw, toen de Nasridische dynastie probeerde de hulp van het Turkse Ottomaanse Rijk te krijgen tegen de Reconquista in Iberië.

## Context
De Ottomanen hadden zich onlangs uitgebreid tot in het westelijke Middellandse Zeegebied, vooral met de Ottomaanse invasie van Otranto in Italië in 1480-1481, onderbroken door de dood van sultan Mehmet II.
Deze Ottomaanse expansie vormde een grotere bedreiging voor de Spaanse Kroon onder Ferdinand II, die te maken kreeg met een moslimaanwezigheid in Zuid-Spanje, met het Koninkrijk Córdoba. Dit moedigde Spanje aan om de Mudéjars op een strengere manier aan te pakken, door hen te ontwapenen en hun toegang tot forten te verbieden.
De Ottomanen zetten hun uitstapjes naar de westelijke Middellandse Zee voort. Er gingen geruchten over de komst van een Ottomaanse vloot in 1484-1484, en zij vielen Malta aan in 1488. Ferdinand versterkte als reactie daarop de verdediging van Sicilië en sloot zelfs een tijdelijke alliantie met de Mamelukken tegen de Ottomanen van 1488 tot 1491, waarbij hij tarwe verscheepte. en het aanbieden van een vloot van 50 karvelen tegen de Ottomanen.

## Diplomatieke missie en vlootactie
In 1487 hadden de Nasriden van Granada gezanten naar de Ottomanen en de Mamelukken gestuurd om hulp te krijgen tegen het Spaanse offensief. Er schijnt een gezant voor de Mamelukken te zijn gestuurd, in de persoon van Granadees Ibn al-Azraq. Er werden twee gezanten naar het Ottomaanse Rijk gestuurd, één uit Xàtiva en een zekere Pacoret uit Paterna.

### Marine-interventie
De medeadviseur van Boabdil Mohammad Ibn Edin maakte plannen om de Ottomaanse troepen in Valencia van boord te laten gaan, vanwaar ze zich bij 200.000 Mudéjars zouden voegen tegen de Spanjaarden. Sultan Bayezid II had het echter veel te druk in het oosten, vooral nu de Ottomaans-Mamelukse oorlog gaande was, om enige grote steun te verlenen. Als reactie op het Nasridische pleidooi stuurde Bayezid II echter de Ottomaanse admiraal Kemal Reis met een vloot naar de westelijke Middellandse Zee. Dit was de eerste Ottomaanse betrokkenheid bij het westelijke Middellandse Zeegebied. Er wordt aangenomen dat hij contact heeft gelegd met moslims uit Granada aan de kust van Spanje. Tot 1495 was Kemal Reis actief bij het aanvallen van de Spaanse kust, waarbij zijn vloot was gestationeerd in Annaba, Béjaïa en Djerba. Kemal Reis vervoerde ook talloze moslimvluchtelingen van de kust van Spanje naar Noord-Afrika. Kemal Reis werd vervolgens in 1495 door Bayezid II teruggeroepen.
Granada zou uiteindelijk in 1492 in handen van de Spanjaarden vallen, met de Slag om Granada. De Mudéjars zouden net als in 1502 contacten blijven onderhouden met de Ottomanen. Boabdil zou in 1493 met 6.000 andere moslims naar Noord-Afrika emigreren.

### Opvang van vluchtelingen
Talloze vluchtelingen uit het Nasridische Koninkrijk Granada kregen van de Ottomanen toestemming om zich als vluchteling in het Ottomaanse Rijk te vestigen. Onder hen was de Sefardische jood Moses Hamon, die een beroemde arts werd aan het Ottomaanse hof. Bayezid II zond door het hele rijk proclamaties uit dat de vluchtelingen verwelkomd moesten worden. Hij gaf de vluchtelingen toestemming om zich in het Ottomaanse Rijk te vestigen en Ottomaanse burgers te worden. Hij bekritiseerde het gedrag van Ferdinand II van Aragon en Isabella I van Castilië bij het verdrijven van een klasse mensen die zo nuttig waren voor hun onderdanen. "Je durft Ferdinand een wijze heerser te noemen", zei hij tegen zijn hovelingen - "hij die zijn eigen land heeft verarmd en het mijne heeft verrijkt!".

## Nasleep
De Spaanse overwinning op het Iberisch schiereiland en de waargenomen dreiging van daaropvolgende Spaanse invallen in de moslimstaat in Noord-Afrika zouden leiden tot verdere oproepen tot Ottomaanse betrokkenheid. De Spanjaarden zouden effectief voet aan de grond krijgen in de Maghreb met de verovering van Melilla in 1497.